# Isaak Brodski

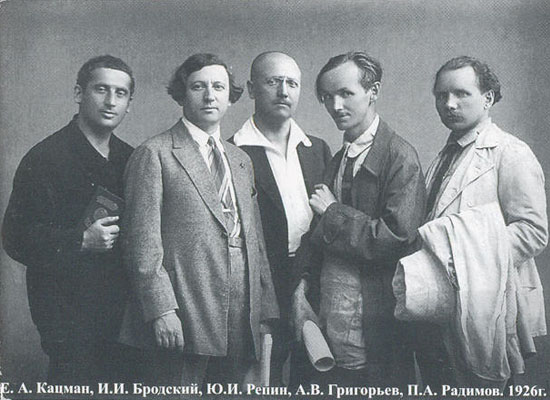
Sovjetschilders 1926, v.l.n.r. Katsman, Brodski, Repin, Grigoriev, Radimov

Isaak Israilevitsj Brodski (Oekraïens: Бродський Ісаак Ізраїльович, Russisch: Исаак Израилевич Бродский) (Sofievka, nabij Berdjansk, nu Oekraïne), 6 januari 1884 – Leningrad, 14 augustus 1939) was Rusland (Oekraïens) een kunstschilder.

## Leven en werk
Brodski werd opgeleid aan de kunstacademies van Odessa en Sint-Petersburg. Later ging hij een tijdlang in de leer bij Ilja Repin. Na de Russische Revolutie (1917) leverde hij een belangrijke blauwdruk voor het Socialistisch realisme in de schilderkunst. Hij schilderde geïdealiseerde taferelen van de Russische Revolutie en de Russische Burgeroorlog, alsook iconische portretten van Sovjetleiders.
Brodski was ook een fervent verzamelaar van schilderijen; zijn huis in Sint-Petersburg is thans een nationaal museum (het ‘Isaac Brodski museum’).
Brodski was de eerste schilder die de Leninorde kreeg.

## Galerij

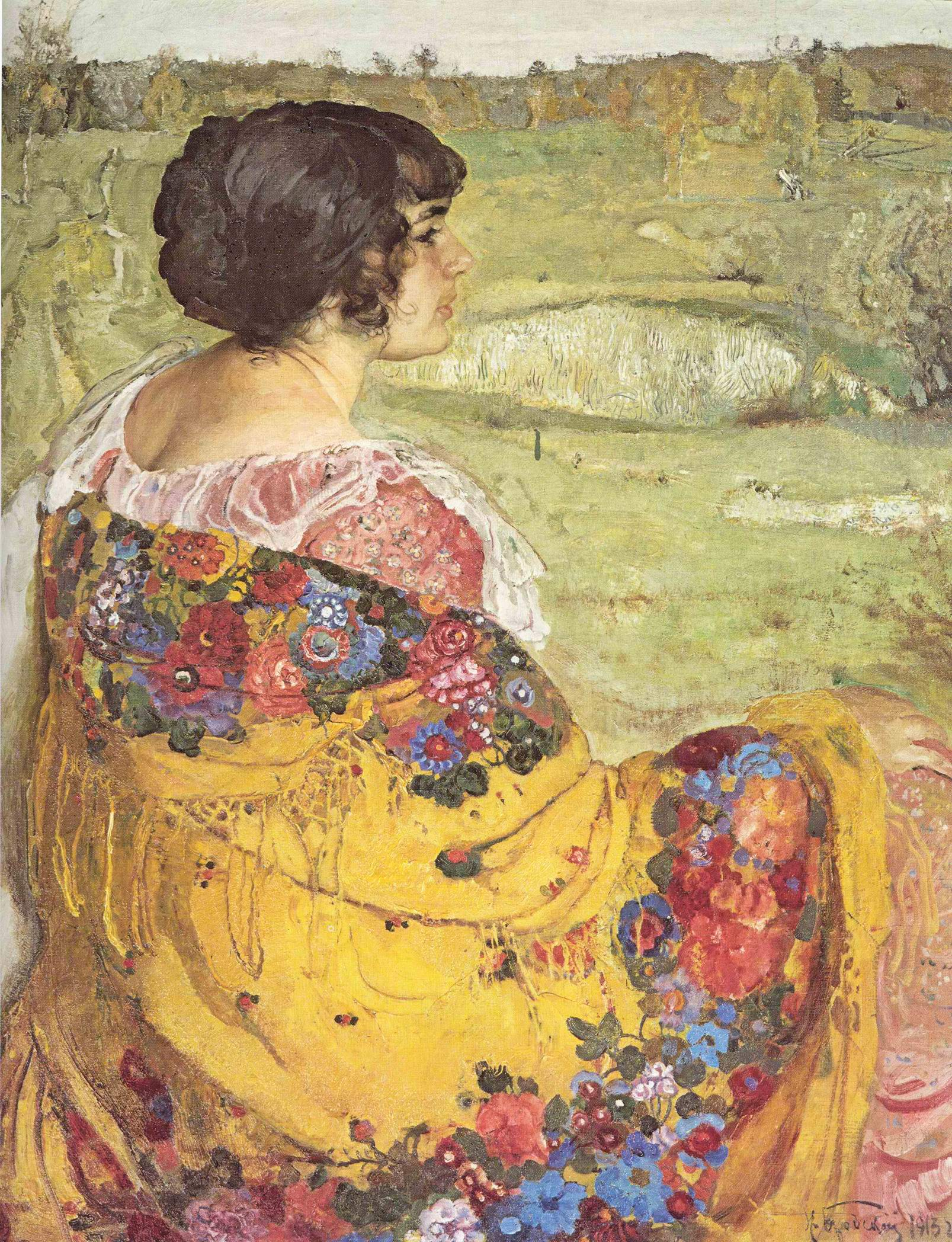
Ljoebov Makarovna Brodskaja
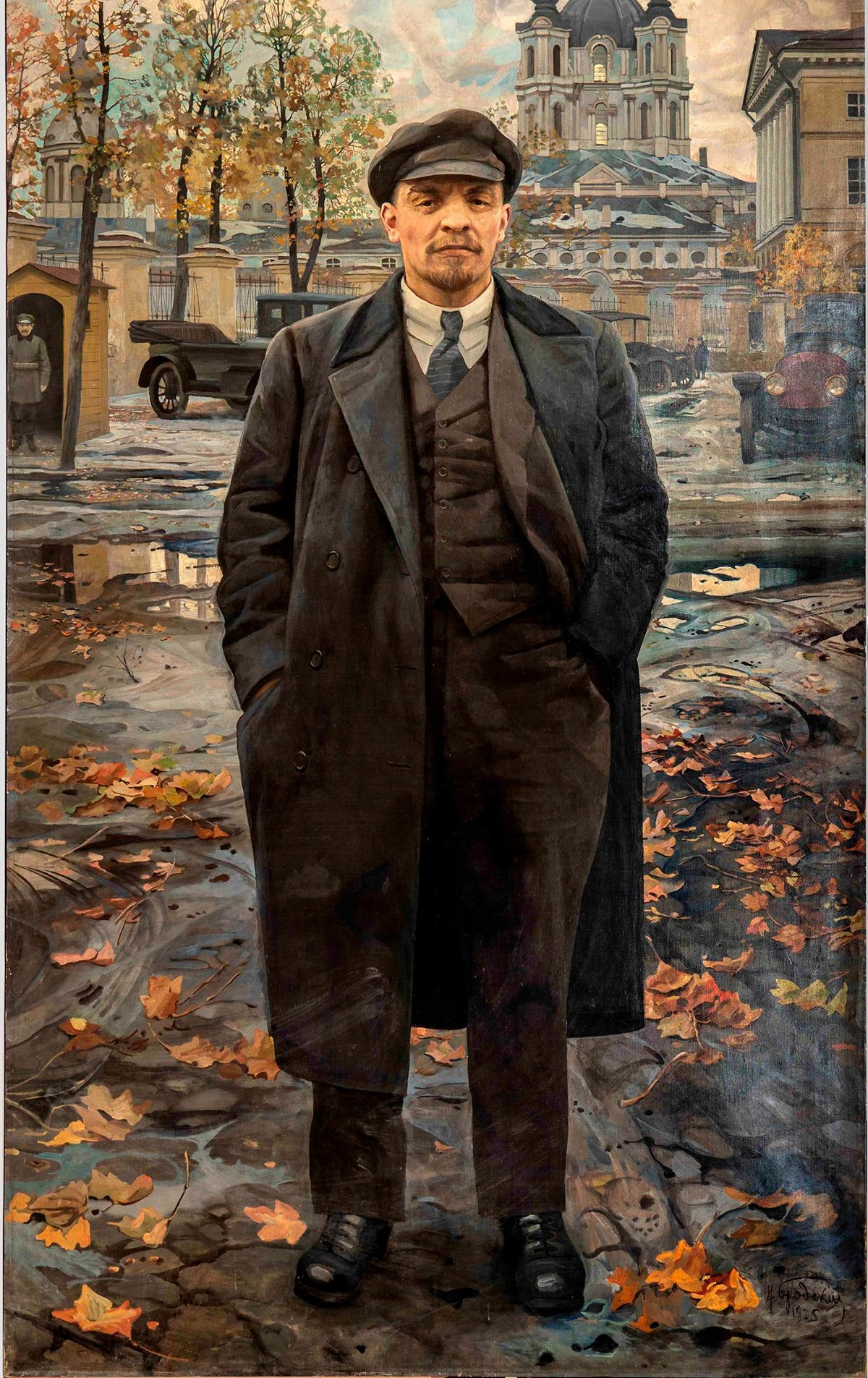
Lenin
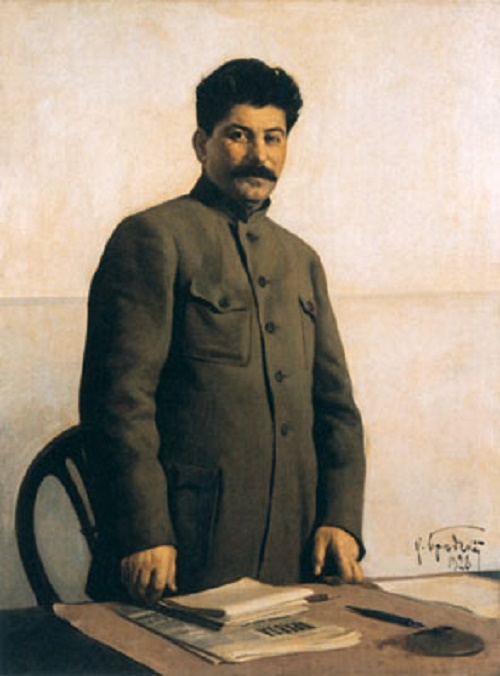
Jozef Stalin, 1928
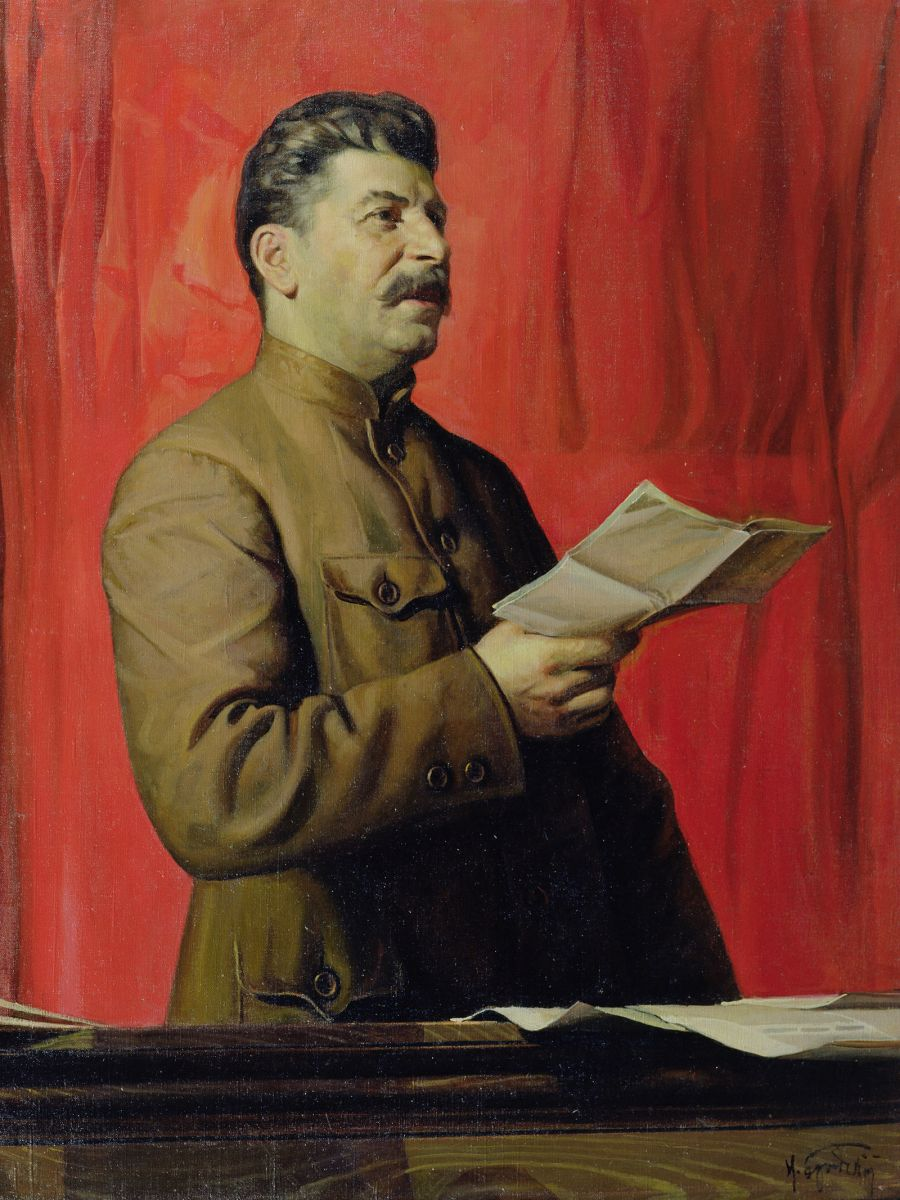
Jozef Stalin, 1934
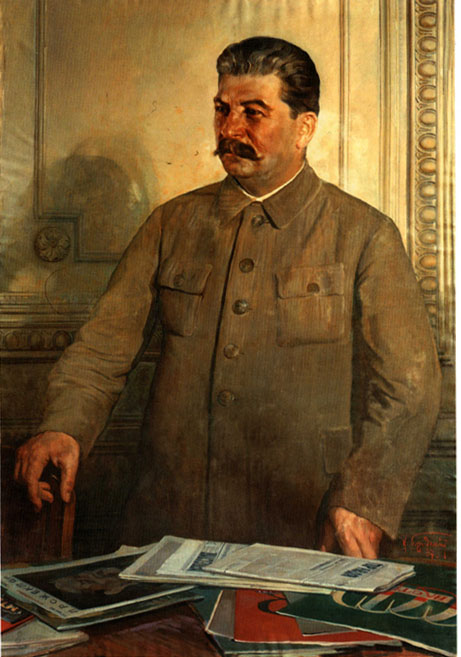
Jozef Stalin, 1937
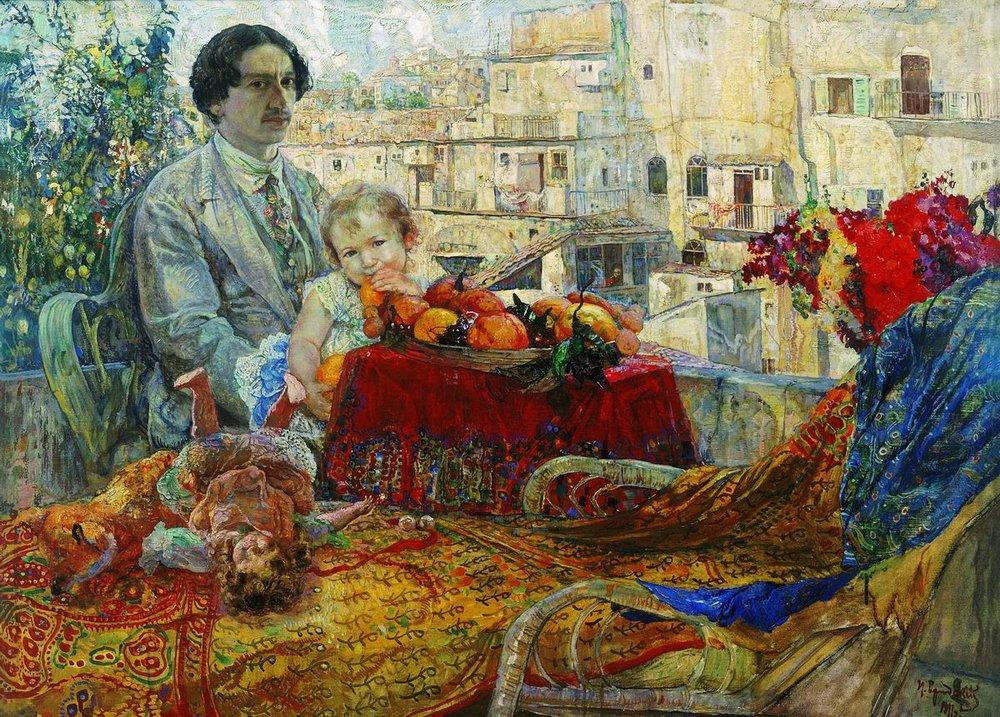
Brodski met zijn dochter
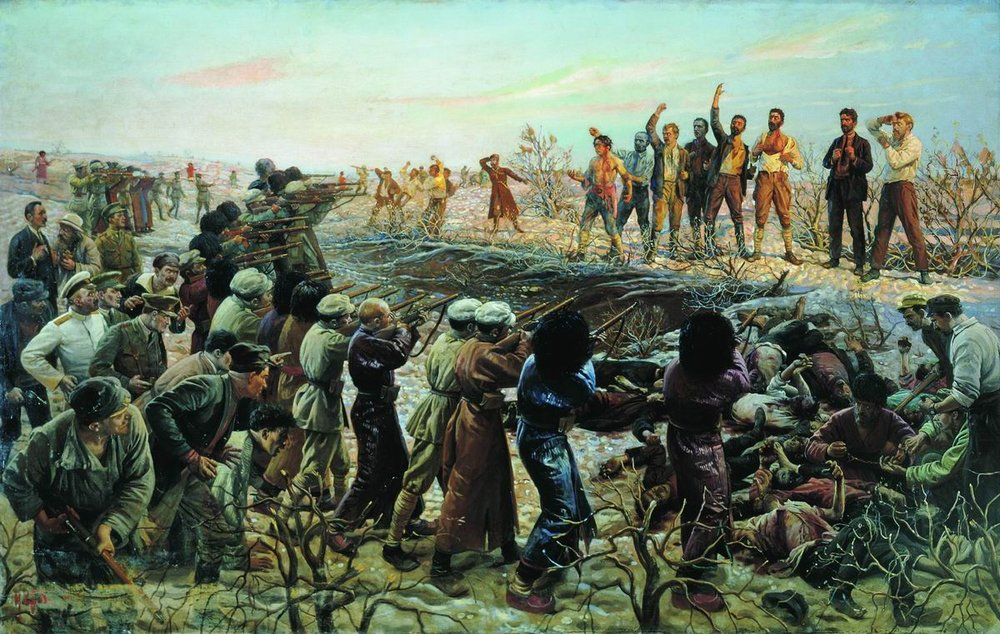
Executie van commissarissen in Bakoe
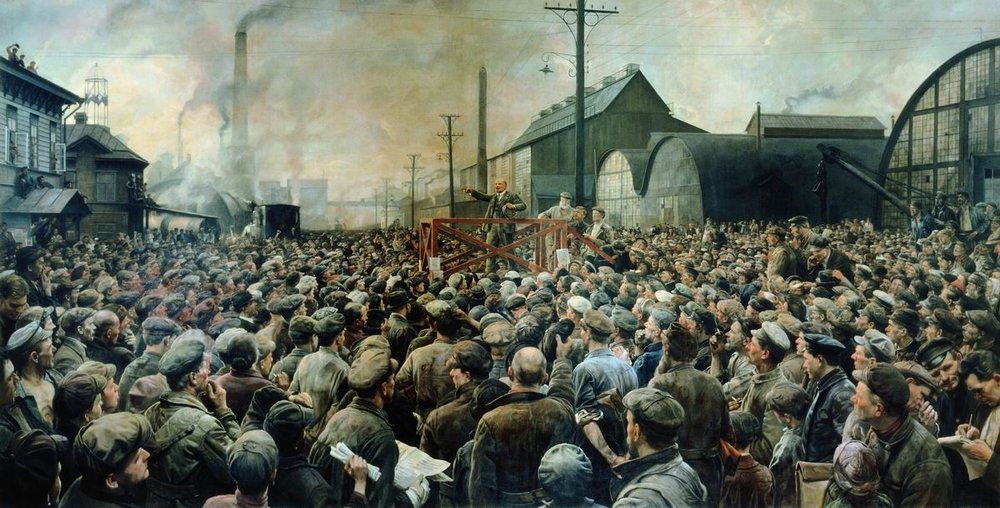
Lenin bij de Poetilov-fabrieken
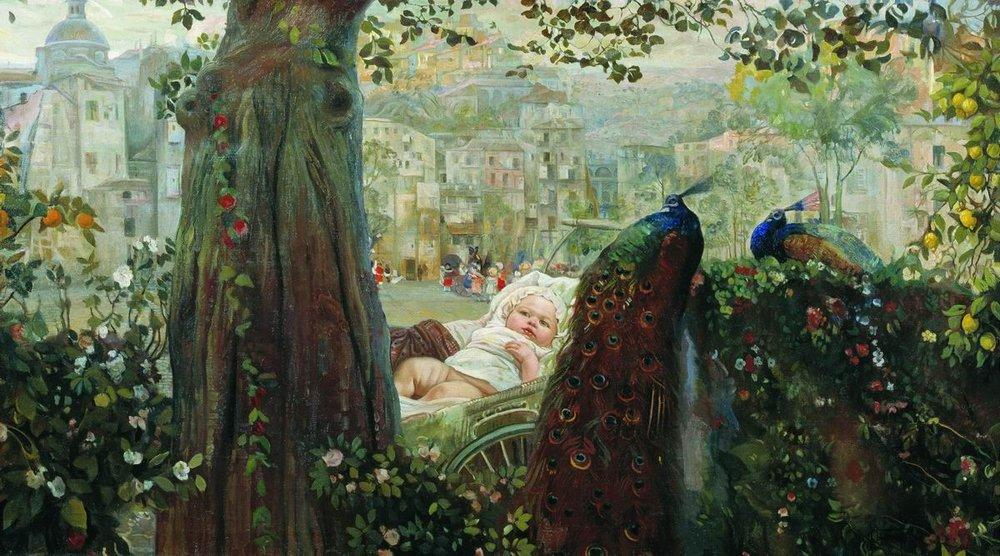
Sprookje
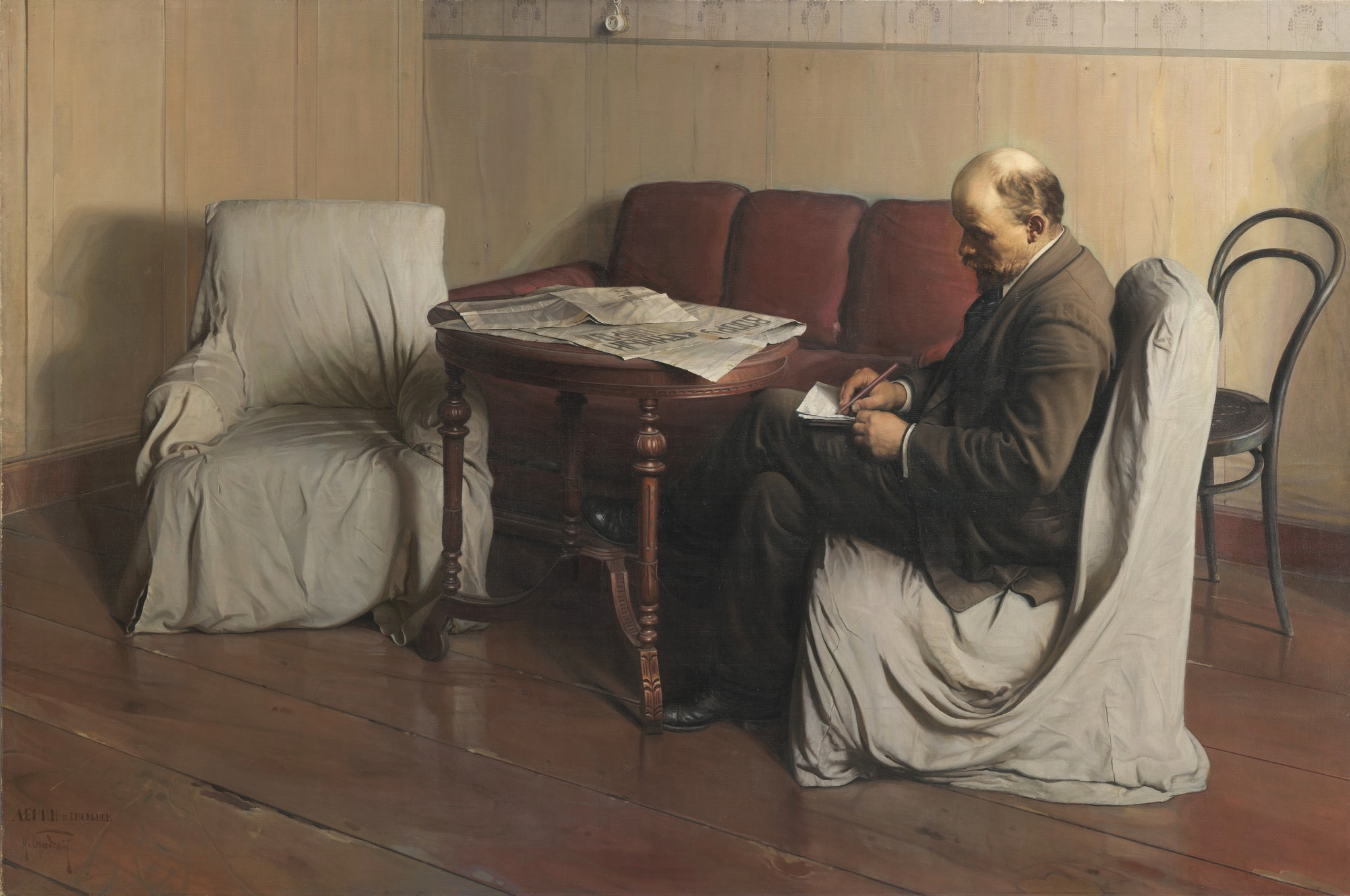
Lenin, 1919